# Драганов Борис Харлампійович
Борис Харлампійович Драганов (19 липня 1920, Татар-Копчак — 12 лютого 2022, Київ) — український науковець-теплоенергетик, теплотехнік, педагог. Доктор технічних наук (1974), професор (1975), академік Академії наук вищої школи України (1997). Один із двох науковців в Україні (разом із Борисом Патоном), які продовжували працювати після 100-річного ювілею.
Протягом 70 років — педагог Української сільськогосподарської академії (пізніше реформованої в Національний університет біоресурсів і природокористування України; 1952—2022), з яких 15 років — завідувач кафедри гідравліки та теплотехніки. Автор понад 500 наукових робіт, співавтор перших підручників з теплотехніки, перевиданих декілька разів, дослідник тепломасообміну, теплометрії та теплофізики сільськогосподарських об'єктів і споруд.

## Життєпис
Народився 19 липня 1920 року в селі Татар-Копчак (теперішня Молдова) в родині сільських вчителів. За походженням — гагауз, мав брата-близнюка та молодшу сестру. Батько походив із села Саталик-Хаджі (теперішня Одещина), мати — з міста Комрат, у якому родина мешкала до 1932 року, а брати закінчили румуномовну початкову школу.
У 1931 році вступив до Комратського ліцею імені Димитрія Кантеміра, проте вже за рік родина переїхала до міста Бендери, де Борис Драганов закінчив ліцей імені Штефана чел Маре. У 1938 році вступив до електромеханічного факультету Політехнічного університету міста Тімішоара, проте через приєднання Бессарабії до СРСР з 1940 року продовжив навчання в Одеському політехнічному інституті (ОПІ).
З початком німецько-радянської війни ОПІ був евакуйований спочатку до Ростову, потім до Самарканду. Наприкінці навчання перевівся до Одеського інституту інженерів морського флоту (ОІІМФ), який закінчив із відзнакою у січні 1945 року, здобувши кваліфікацію інженера-судомеханіка. Відтоді ж — асистент кафедри парових машин ОІІМФ, деякий час працював конструктором на Одеському судоремонтному заводі.
У 1949 році закінчив аспірантуру та здобув науковий ступінь кандидата технічних наук, захистивши дисертацію на тему «Влияние степеней наполнения последующих за ЦВД цилиндров на мощность и экономичность работы паровой машины». Відтоді ж — головний конструктор Радянського Дунайського державного пароплавства.
З 1952 року мешкав у Києві, обіймав посаду доцента та професора кафедри гідравліки й теплотехніки (пізніше — теплоенергетики, інженерії енергосистем) Української сільськогосподарської академії (УСГА; пізніше реформованої в Національний університет біоресурсів і природокористування України, НУБіП). У 1974 році здобув науковий ступінь доктора технічних наук, захистивши дисертацію на тему «Исследование впускной системы и процесса наполнения четырехтактных дизелей», через рік затверджений у вченому званні професора.
У 1974—1989 роках — завідувач кафедри теплоенергетики УСГА. З 1989 року та до кінця життя обіймав посаду професора цієї кафедри. Паралельно працював провідним науковим співробітником Інституту технічної теплофізики НАН України. За відрядженнями Міністерства вищої та середньої спеціальної освіти СРСР читав курси лекцій у Ризі, Баку, Тбілісі, Єревані, Ташкенті тощо.
Помер на 102-му році життя 12 лютого 2022 року. Похований на Лісовому кладовищі Києва.

### Родина
- Брат-близнюк — румунський науковець-електроенергетик, академік Румунської академії Гліб Драган[ru] (1920—2014). З початком німецько-радянської війни брати втратили зв'язок, зустрівшись тільки у 1957 році, а після того, перебуваючи у статусі синів «ворога народу», відновили спілкування в середині 1980-х років[3].
- Син — науковець-електротехнік, фізик-математик, популяризатор науки Олександр Драганов (нар. 1960; англ. Alexandr Draganov). З 1990-х років мешкає в місті Рестон, штат Вірджинія[6].

## Наукова діяльність
Автор понад 500 наукових робіт. Науковий керівник і консультант понад 20 докторів і кандидатів наук. Засновник і очільник наукових шкіл з газодинаміки двигунів внутрішнього згоряння, теплофізики сільськогосподарських будівель і споруд, енергозбереження та оптимізації в агропромисловому виробництві тощо. Серед учнів Бориса Драганова — науковці, підприємці та політики Олександр Мороз, Євген Чернишенко, Валерій Адамчук, Григорій Кістень тощо.
Дослідник тепломасообміну, теплометрії та теплофізики сільськогосподарських об'єктів і споруд. Співавтор перших підручників з теплотехніки, перевиданих декілька разів. У вивченні альтернативних джерел енергії та методів оптимізації енергетичних систем співпрацював із науковцями Берлінського технічного, Бухарестського політехнічного, Кубанського державного аграрного університетів.
У 1946 році, навчаючись в аспірантурі, за дорученням Московського Політехнічного музею, розробив моделі парової машини Ползунова, які згодом були відправлені, окрім Москви, до музеїв Свердловська, Барнаула та Одеси. Працюючи головним конструктором Радянського Дунайського державного пароплавства на початку 1950-х років, виконував замовлення військово-морського флоту СРСР. У 1970—1990-х роках здійснював наукові дослідження в галузі двигунів внутрішнього згоряння на замовлення Міністерства автотранспорту УРСР, Владимирського тракторного заводу, Ярославського моторного заводу, Міністерства аграрної політики України тощо.
З 1975 року — член Президії Ради з двигунів внутрішнього згоряння СРСР, низки спеціалізованих рад із захисту докторських дисертацій у Києві та Харкові. З 1977 року — керівник Ради з навчальної літератури з теплотехніки Міністерства вищої та середньої спеціальної освіти СРСР, у 1980-х роках — член Ради з теплових двигунів при Комітеті з науки і техніки Ради Міністрів СРСР. Почесний академік Румунської академії, з 1997 року — академік Академії наук вищої школи України.
До 100-річчя академіка Драганова, відзначеного в НУБіП у липні 2020 року, колишній Голова Верховної Ради України, учень ювіляра Олександр Мороз, казав:
|  | Мені пощастило навчатися у професора Драганова. Він показав нам зразок, яким має бути інженер: освічений, інтелігентний, стрункий. Борис Драганов так майстерно читав лекції, що кінець теми завжди співпадав із дзвінком на перерву. |

Наприкінці того ж року в НУБіП була проведена Міжнародна науково-практична конференція «Проблеми сучасної теплоенергетики», присвячена 100-річчю Бориса Драганова.

## Науковий доробок (частковий)
- Влияние степеней наполнения последующих за ЦВД цилиндров на мощность и экономичность работы паровой машины: диссертация кандидата технических наук : 05.00.00. — Одесса, 1950. — 234 с. : ил.
- Термодинамика и теплотехника: Проектирование котельного агрегата: Методическое пособие по курсовому проектированию по теплотехнике для студентов-заочников фак. электрификации сельского хозяйства / Б. Х. Драганов ; М-во сельского хозяйства СССР. Упр. высш. и сред. с.-х. образования. Науч.-метод. кабинет по заоч. образованию при Укр. ордена Трудового Красного Знамени с.-х. акад. — Киев: Урожай, 1964. — 201 с., 1 л. табл. : ил.
- Исследование впускной системы и процесса наполнения четырехтактных дизелей: диссертация доктора технических наук : 05.00.00. — Киев, 1973. — 408 с. : ил.
- Пути повышения эффективности и рационального использования электрической и тепловой энергии в сельском хозяйстве: Тезисы докл. на Респ. науч.-техн. конференции / Ред. коллегия: Б. Х. Драганов [и др.] ; М-во сельск. хоз-ва УССР. М-во совхозов УССР. Укр. респ. правл. НТО сельск. хоз-ва. Укр. с.-х. акад. — Киев: [б. и.], 1977. — 152 с.
- Пути повышения эффективности и рационального использования теплоты в сельском хозяйстве УССР: Сб. науч. тр. / Укр. с.-х. акад.; [Редкол.: Б. Х. Драганов (отв. ред.) и др.]. — Киев: УСХА, 1982. — 117 с. : ил.
- Економія енергоресурсів у сільському господарстві / Б. Х. Драганов, Ю. М. Пчолкін. — Київ: Урожай, 1983. — 79 с. : ил.
- Применение теплоты в сельском хозяйстве: [Учеб. пособие для инж. фак. высш. с.-х. учеб. заведений] / Б. Х. Драганов, В. В. Есин, В. П. Зуев; Под ред. Б. Х. Драганова. — Киев: Вища шк., 1983. — 239 с. : ил.
- Конструирование впускных и выпускных каналов двигателей внутреннего сгорания / Б. Х. Драганов, М. Г. Круглов, В. С. Обухова. — Киев: Вища шк., 1987. — 174, [1] с. : ил.
- Земля багата сонцем / Б. Х. Драганов. — Київ: Т-во «Знання» УРСР, 1988. — 46, [1] с. : ил.
- Использование нетрадиционных источников энергии в сельском хозяйстве: Сб. науч. тр. / Укр. с.-х. акад.; [Редкол.: Б. Х. Драганов (отв. ред.) и др.]. — Киев: Изд-во УСХА, 1990. — 80,[1] с. : ил.
- Теплотехника и применение теплоты в сельском хозяйстве: [Учеб. по инж. спец. сел. хоз-ва] / Б. Х. Драганов, А. В. Кузнецов, С. П. Рудобашта; Под ред. Б. Х. Драганова. — Москва: Агропромиздат, 1990. — 462,[1] с. : ил.
- Применение теплоты в сельском хозяйстве: [Учеб. пособие для вузов по спец. «Электрификация и автоматизация сел. хоз-ва»] / Б. Х. Драганов, В. В. Есин, В. П. Зуев; Под ред. Б. Х. Драганова. — 2-е изд., перераб. и доп. — Киев: Выща шк., 1990. — 318,[1] с. : ил.
- Курсовое проектирование по теплотехнике и применению теплоты в сельском хозяйстве: [Учеб. пособие для вузов по спец. «Электрификация и автоматизация сел. хоз-ва» / Б. Х. Драганов и др.]; Под ред. Б. Х. Драганова. — Москва: Агропромиздат, 1991. — 175,[1] с. : ил.
- Методика расчета теплового режима наружных ограждающих конструкций сельскохозяйственных зданий / Б. Х. Драганов, Л. Ф. Черных, А. Р. Ферт. — Киев: Изд-во УСХА, 1991. — 126,[1] с. : граф.
- Активные методы обучения в сельскохозяйственных вузах: (Тез. докл. всесоюз. науч.-практ. конф., 21-24 мая 1991 г., Киев) / [Науч. ред. А. И. Демин, Б. Х. Драганов]. — Киев: О-во «Знание» Украины, 1991. — 58,[1] с.
- Газификация и газоснабжение сельского хозяйства: [Учеб. пособие для инженер. специальностей с.-х. вузов] / Т. В. Гулько, Б. Х. Драганов, Г. Г. Шишко. — Москва: Информ.-реклам. изд. центр «Фермер», 1994. — 319 с. : ил.
- Теплотехніка: підручник / О. Ф. Буляндра, Б. Х. Драганов, В. Г. Федорів та ін. ; за ред. Б. Х. Драганова, О. Ф. Буляндри. — К.: Вища шк., 1998.– 334 с.
- Задачник по применению теплоты в сельском хозяйстве: учебное пособие для студентов вузов по агроинженерным специальностям / Л. С. Герасимович, Т. В. Гулько, Б. Х. Драганов и др. — Москва: Диалог-МГУ, 1999. — 246 с. : ил., табл.
- Проектирование систем теплоснабжения сельского хозяйства: учебник для студентов высших учебных заведений по агроинженерным специальностям / Р. А. Амерханов, Б. Х. Драганов ; под ред. Б. Х. Драганова. — Краснодар: [б. и.], 2001. — 199 с. : ил., табл.
- Оптимізація систем теплохолодозабезпечення, що використовують поновлювані джерела енергії / А. А. Долинський, Б. Х. Драганов, Р. О. Амерханов // Вентиляція, освітлення та теплогазопостачання. — 2001. — Вип. 3. — С. 65-76.
- Теплоэнергетические установки и системы сельского хозяйства: Учеб. для студентов вузов по агроинженер. специальностям / Р. А. Амерханов, А. С. Бессараб, Б. Х. Драганов [и др.] ; Под ред. Б. Х. Драганова. — Москва: Колос-Пресс, 2002 (ГУП Печ. Двор Кубани). — 422, [1] с. : ил., табл.
- Теплотехника: учеб. для студентов вузов по направлению «Агроинженерия» / Р. А. Амерханов, Б. Х. Драганов. — 2-е изд., перераб. и доп. — Москва: Энергоатомиздат, 2006. — 431, [1] с. : ил., табл.
- Експлуатація теплоенергетичних установок і систем: підручник / Б. Х. Драганов, В. В. Іщенко, О. В. Шеліманова ; за ред. Б. Х. Драганова. — Київ: Аграрна освіта, 2009, 230 с.
- Моделювання процесу навчання та оцінки знань / А. А. Долінський, Б. Х. Драганов, В. В. Козирський // Науковий вісник Національного університету біоресурсів і природокористування України. Серія: Техніка та енергетика АПК. — 2012. — Вип. 174(1). — С. 11-14.
- Аналіз узагальнюючих характеристик ентропійних діаграм / А. А. Долінський, Б. Х. Драганов // Науковий вісник Національного університету біоресурсів і природокористування України. Серія: Техніка та енергетика АПК. — 2012. — Вип. 174(1). — С. 24-31.
- Підвищення ефективності акумуляторів геліоустановок / Б. Х. Драганов // Науковий вісник Національного університету біоресурсів і природокористування України. Серія: Техніка та енергетика АПК. — 2012. — Вип. 174(1). — С. 40-45.
- Метод підвищення аеродинамічних і теплових характеристик огороджуючих конструкцій вентильованих каналів / Б. Х. Драганов // Науковий вісник Національного університету біоресурсів і природокористування України. Серія: Техніка та енергетика АПК. — 2012. — Вип. 170(1). — С. 133—139.
- Про закономірності розподілу добрив при їх внесенні на поля / Б. Х. Драганов, Н. В. Чепурна // Науковий вісник Національного університету біоресурсів і природокористування України. Серія: Техніка та енергетика АПК. — 2012. — Вип. 170(1). — С. 267—271.
- Аналіз антропогенних багатофакторних впливів на оператора / Б. Х. Драганов // Науковий вісник Національного університету біоресурсів і природокористування України. Серія: Техніка та енергетика АПК. — 2012. — Вип. 170(1). — С. 46-51.
- До питання про методи статистичної фізики в термодинаміці / Б. Х. Драганов, Т. В. Морозюк, М. Пекулеа // Науковий вісник Національного університету біоресурсів і природокористування України. Серія: Техніка та енергетика АПК. — 2012. — Вип. 174(2). — С. 20-24.
- Відновлювані джерела енергії в водневій енергетиці / Б. Х. Драганов // Науковий вісник Національного університету біоресурсів і природокористування України. Серія: Техніка та енергетика АПК. — 2012. — Вип. 174(2). — С. 35-40.
- Аналіз окремих характеристик ентропії / Б. Х. Драганов, Н. В. Чепурна // Науковий вісник Національного університету біоресурсів і природокористування України. Серія: Техніка та енергетика АПК. — 2012. — Вип. 174(2). — С. 79-82.
- Устойчивость и флуктуации потока ветра / А. А. Долинский, Б. Х. Драганов // Енергетика і автоматика. — 2013. — № 3. — С. 77-82.
- Динамика диффузии вредных выбросов в атмосфере / Б. Х. Драганов // Енергетика і автоматика. — 2013. — № 4. — С. 22-29.
- Статистический анализ солнечной радиации / Б. Х. Драганов, В. В. Козырский // Енергетика і автоматика. — 2013. — № 4. — С. 30-37.
- Общие принципы устойчивости энергетических систем / А. А. Долинский, Б. Х. Драганов, В. В. Козырский // Науковий вісник Національного університету біоресурсів і природокористування України. Серія: Техніка та енергетика АПК. — 2014. — Вип. 194(2). — С. 7-11.
- Метод расчетно-экспериментального исследования теплоэнергетических систем / Б. Х. Драганов // Науковий вісник Національного університету біоресурсів і природокористування України. Серія: Техніка та енергетика АПК. — 2014. — Вип. 194(2). — С. 31-35.
- К вопросу об энтропии тепломасообменных процессов / А. А. Долинский, Б. Х. Драганов, Т. В. Морозюк // Енергетика і автоматика. — 2014. — № 1. — С. 38-44.
- Моделирование фазовых процессов в сорбционных термотрансформаторах / Б. Х. Драганов, В. В. Козырский // Науковий вісник Національного університету біоресурсів і природокористування України. Серія: Техніка та енергетика АПК. — 2015. — Вип. 209(2). — С. 9-20.
- До питання про фазові переходи / В. Г. Демченко, Б. Х. Драганов // Науковий вісник Національного університету біоресурсів і природокористування України. Серія: Техніка та енергетика АПК. — 2015. — Вип. 209(2). — С. 105—111.
- Гелиоадсобционные системы теплохладоснабжения / Б. Х. Драганов // Енергетика і автоматика. — 2015. — № 3. — С. 70-74.
- Гідродинаміка багатокомпонентних систем / Б. Х. Драганов // Енергетика і автоматика. — 2016. — № 3. — С. 43-49.
- Оптимізація методом теоретико-графових побудов когенераційних геотермальних систем / Б. Х. Драганов, А. О. Бурдін // Енергетика і автоматика. — 2016. — № 3. — С. 96-103.
- Порівняння ефективності роботи тепломасообмінного обладнання з дискретно-імпульсним введенням енергії при культивуванні кормових дріжджів / Б. Х. Драганов, О. М. Ободович, Г. К. Іваницький, В. В. Сидоренко // Науковий вісник Національного університету біоресурсів і природокористування України. Серія: Техніка та енергетика АПК. — 2016. — Вип. 240. — С. 61-68.
- Драганов Б. Х. Энтропия: монография / за общ. ред. Б. Х. Драганова — К.: НУБиП Украины, 2016. — 102 с.
- Динамика распыливания жидких и твердых частиц в газовую среду / Б.Х. Драганов // Енергетика і автоматика. — 2017. — № 1. — С. 37-45.
- Драганов Б. Х. Конструювання проточної поверхні каналу: монографія. — К.: "ЦП «Компринт», 2017. — 85 с.
- Математическое моделирование нестационарной тепломассопередачи через вентилируемые наружные ограждения / Б. Х. Драганов // Енергетика і автоматика. — 2018. — № 1. — С. 72-77.
- Моделирование фазовых процессов в сорбционных термотрансформаторах / Б. Х. Драганов, В. В. Козырский // Енергетика і автоматика. — 2018. — № 1. — С. 145—163.
- Основы адсорбционных процессов / Б. Х. Драганов, А. Сердюк // Енергетика і автоматика. — 2018. — № 3. — С. 126—137.
- До питання про сушіння газів на основі короткоциклової безнагрівної адсорбції / Б. Х. Драганов, Ю. Ф. Снєшкін // Науковий вісник Національного університету біоресурсів і природокористування України. Серія: Техніка та енергетика АПК. — 2018. — Вип. 283. — С. 98-103.
- Гидрогазодинамика: учебное пособие / Р. А. Алмаев, Б. Х. Драганов. — Уфа: Алмаев Р. А., 2024. — 295 с. : ил., табл.

## Нагороди
- 1999 — відмінник освіти України
- 1999 — довічна державна стипендія Президента України[10]
- 2002 — відзнака «Знак пошани» Міністерства аграрної політики України
- 2007 — нагрудний знак «Почесний енергетик України» Міністерства палива та енергетики України
- 2007 — почесна грамота Кабінету Міністрів України[8]